# Sákis Rouvás
Anastásios "Sákis" Rouvás (en griego: Αναστάσιος "Σάκης" Ρουβάς; Corfú, Grecia, 5 de enero de 1972) es un cantante y gimnasta griego.

## Biografía
Su gusto por la música se remonta a su época como estudiante, donde improvisaba algunos 'shows' en las clases de matemáticas, en las cuales interpretaba temas de Elvis Presley o The Beatles.
Su otra pasión es la gimnasia artística, ganando muchos premios nacionales, convirtiéndose así en parte del equipo nacional griego. En 1991 Sákis hace su primera aparición profesional en el Show Centre de Atenas donde es descubierto por el sello Polygram, ofreciéndole su primer contrato discográfico.
Sólo unos meses después, hace su debut en el Festival de la canción de Tesalónica, con la canción "Parta", con música de Nikos Terzis y letra de Georgos Pavrianos. Ganó dicho festival, con lo cual también ganó un considerable número de seguidores que lo descubrieron.
Su primer álbum en solitario, Sákis Rouvás, es lanzado el día posterior a su triunfo en el festival, siendo posicionado en el número uno.
En septiembre de 1992 lanzó su segundo álbum, Min Antistekesai, consolidando al cantante en el mercado musical.
En octubre de 1993 saca su tercer trabajo, esta vez con música de Alexis Papadimitriou y letras de Eleni Giannatsoulia. La prensa comienza a hacerse eco del joven cantante, dándole buenas críticas y saliendo en numerosas portadas.
En el invierno de 1994 Sákis colabora con Nikos Karvelas y Natalia Germanou, el resultado fue el hit "Aima, Dakria, ki Idrotas" También destacan canciones como "Ela Mou" y "Ksana".
Por ese entonces, Sákis es llamado para asistir a realizar el servicio militar. Meses después, lanza un nuevo disco, trabajando otra vez con Karvelas y Germanou, tomando como base el éxito de su anterior trabajo. El CD en cuestión fue llamado “Tora Arhizoun ta Diskola” donde hace apariciones en vivo junto a Anna Vissi.
Por cuatro años consecutivos, monopoliza los Greek Music Awards “Pop Corn”, ganando los premios a Mejor Artista Nuevo, Mejor Canción, Mejor presencia escénica y muchos más.
Colaboró con artistas como Tolis Voskopoulos, Anna Vissi y Kaíti Garbí.
El 19 de mayo de 1997, Sákis da un paso hacia la paz y la reconciliación apareciendo junto a la estrella turca del pop, Burat Kud, en un concierto 'binacional' sobre la línea verde en Chipre.
El concierto, en el que Sákis ganó el Ipeksi Award a la comprensión y colaboración, toma demasiada notoriedad pública, llegando a debates políticos. Georgos Papandreou y Konstantinos Mitsotakis ganaron el mismo premio ese año.
Sákis y Burak también grabaron un dueto para la película de Walt Disney El Jorobado de Notre Dame. Desde 1996, Sákis tiene el mayor club de fanes en Grecia, "SRFC" (Sakis Rouvas Fans Club).
Con dos discos de oro y uno de platino, Sákis se muda de disquera hacia Minos-EMI. En diciembre de 1998, su último disco “Kati Apo Mena” se convierte en éxito, llegando al disco de oro en dos meses.
Para su presentación, Sákis actuó en una de las mayores tiendas de música, Virgin Megastores, donde miles de fanes provocaron caos vehicular en las concurridas calles de Atenas.
Ganó – otra vez – el premio a la mejor presencia escénica “Pop Corn” Music Awards.
El nuevo milenio encuentra a Sákis en el estudio, grabando lo que sería su próximo disco “21st Akatallilos”, el cual fue lanzado en marzo del 2000. Una vez más, llegando a lo más alto de los charts en sólo unos días.
Ese mismo año, Pepsi convoca a Sákis para que protagonice la campaña de verano del refresco.
Para la Navidad del 2000, el 10 de diciembre, ofrece un concierto llamado "Night of Angels" en Tessalonika.
De la mano de Pepsi otra vez, Sákis comienza una gira llamada "Pepsi Tour 2001" la cual lo lleva por toda la geografía griega. En el otoño de ese mismo año se produce la presentación del año, con Despina Vandi y Sákis Rouvás, el cual gana otro disco de oro gracias a "Disco Girl".
En los primeros Arion Awards en marzo de 2002, Sákis gana el premio al mejor cantante del año por su álbum "Disco Girl", presentando por primera vez una canción inédita "Ola Kala". La presentación del sencillo es acompañado por una gira, la cual lo lleva hasta Francia.
El álbum Ola Kala salió en enero de 2003 llegando a ser disco de oro en 11 días y platino en 4 meses, a su vez, Pepsi convoca nuevamente a Sákis para rodar lo que sería su tercer spot publicitario.
En diciembre del 2003 saca nuevo trabajo: Tο χρονο σταματαο ("To Chrono Stamatao", El tiempo se detiene).
2004 fue sin duda el mejor de todos los años de su carrera, al ser elegido por la delegación griega para representar al helénico país en el Festival de Eurovisión de ese año con la canción "Shake it", aunque no ganó, quedó muy bien posicionada llegando al tercer lugar.
Ese mismo año es llamado para cantar en la gala presentación de los Juegos Olímpicos.
En el año 2006 presenta la gala del Festival de Eurovisión de ese año. Grecia ha decidido que este cantante represente de nuevo a Grecia en Eurovisión 2009 (Moscú), con la canción This is our night, quedando en 7.º lugar.

## Vida privada
Está casado con la modelo Katya Zigouli desde el 10 de junio de 2011, con la que tiene tres hijos.
Anastasia, nacida en noviembre de 2008
Alexandros, nacido en octubre de 2011
Ariadni, nacida en enero de 2013

## Discografía
Álbumes
- Sákis Rouvás (1991)
- Min antistekesai (1992)
- Gia sena (1993)
- Aima, dakria & idrotas (1994)
- Tora archizoun ta dyskola (1996)
- Kati apo mena (1998)
- 21os Akatallilos (2000)
- Ola kala (2002)
- Remixes (2003)
- To chrono stamatao (2004)
- S´echo erotefthei (2005)
- Live Ballads (2006)
- Iparhi agapi edo (2007)
- This is my live (2007) (CD+DVD)
- Irthes (2008)
- This is our night (2009)
- Parafora (2010)
- Sta Kalitera Mou (2021)

CD Singles
- Disco Girl (2001)
- Ola kala (2002)
- Pes tis (2003)
- Shake it! (2004)
- Emena Thes (2010)

## Filmografía
- El Jorobado de Notre Dame- (Doblaje Griego)
- Alter Ego (2006)- Stefanos
- Cars- (Doblaje Griego)
- Duress (2008)- Avner Solvie
- Planet 51 (2009)- Chuck (Doblaje Griego)

## Premios
Arion:
- Mejor cantante Pop (CD “S’Eho Erotefthei”)
- Mejor álbum Pop (CD “S’Eho Erotefthei”)
- Mayor venta de un sencillo (Sencillo en CD “Shake It”)
- Mejor cantante Pop (CD “To Chrono Stamatao”)
- Mejor cantante Pop (CD “Disco Girl”)

Mad Video Music Awards:
- Mejor vídeo de artista masculino (“Na m’Agapas”)
- Mejor vestuario - artista masculino - (“Mila Tis”)
- Mejor artista sexy (“Pes Tis”)
- Artista del año (2010)
- Mejor Videoclip (2010) ("Spase to Hrono")
- Mejor dúo (2010) (Tamta- Tharros i alitheia)
- Fashion Icon (2010)
- Mejor Videoclip Pop (2011)
- Mejor Artista del Año (2011)
- Mejor Videoclip del Año (2011)

## Varios
- En el 2002 fue el primer hombre que apareció en la portada de la revista Vogue en su versión griega.

- Es el único cantante griego que hasta el momento ha hecho anuncios con Pepsi.

- Sus álbumes en su país siempre se convierten en oro o platino.

- Desde el 2003 es imagen de Vodafone.

- En 2004 participó como representante de Grecia en el Festival de la Canción de Eurovisión con el tema "Shake it", quedando en 3.er lugar.

- En las olimpiadas griegas del 2004 apareció dos veces: en una llevando la antorcha, en otra en la ceremonia de clausura con otros cantantes, entre ellos Anna Vissi.

- En 2006 presentó el Festival de Eurovisión, que se celebró en Atenas tras la victoria, el año anterior, de Helena Paparizou.

- En 2009 participó como representante de Grecia en el Festival de la Canción de Eurovisión con el tema "This is our night".